# Ha-204
Ha-204 — підводний човен Імперського флоту Японії, споруджений під час Другої світової війни.
Корабель належав до типу Ha-201, представники якого стали першими бойовими підводними човнами третього рангу у складі Імперського флоту за більш ніж чверть століття (після споруджених в часи Першої світової війни субмарин типу S1). Ці кораблі планували використовувати для оборони Японських островів (атаку на які відвернула лише капітуляція Японії).
Ha-204 спорудили на корабельні ВМФ у Сасебо менш ніж за два місяці до капітуляції. Він так і не встиг взяти участі у бойових, проте 6 серпня 1945-го під час переходу до Куре для певних ремонтних робіт потрапив під вплив вибуху атомної бомби в Хіросімі, внаслідок чого командир човна дістав опіки. У вересні Ha-204 перейшов під контроль союзників.
29 жовтня 1945-го човен сів на мілину біля південно-східного узбережжя Кюсю, а в 1948-му був пущений на злам.